# Antonije Abramović
Antonije Abramović (crnogorski: Антоније Абрамовић; Kotor, 1919. – Podgorica, 1996.) bio je poglavar Crnogorske pravoslavne Crkve od 1993. godine do svoje smrti.

## Životopis
Po nacionalnosti Crnogorac. Nakon Drugog svjetskog rata bio iguman i duhovnik srpskog manastira Visoki Dečani na Kosovu kojeg je spasio da ne bude razoren.Potom bio iguman Manastira Savina (Herceg Novi), zatim svećenik u Ateni, te arhimandrit Pravoslavne Crkve u Americi (Orthodoxy Church in America) u Kanadi.
Nakon najave da će na Lučindan, 31. listopada 1993. godine na Cetinju biti obnovljena Crnogorska pravoslavna crkva na čelu s Antonijem Abramovićem, koji je tada javnosti predstavljen kao pomoćni vikarni (pomoćni) episkop Edmontonski, Srpska pravoslavna crkva je poslala je 27. listopada 1993. službeno pismo poglavaru Pravoslavne crkve u Americi (Orthodox Church in America) Mitropolitu Teodoziju, obavještavajući ga o postupcima njihovog člana. Mitropolit Teodosije je odmah 29. listopada 1993. suspendirao Antonija Abramovića sa svih svešteničkih dužnosti uz zabranu sveštenodejstva i naredio mu hitan povratak u Kanadu, kako bi pred nadležnim episkopom Serafimom objasnio svoje postupke, a Srpsku pravoslavnu crkvu je obavijestio da arhimandrit Antonije nije pomoćni episkop Edmontona. S obzirom da se oglušio na pozive svog vladike, te da je nakon Općeg crnogorskog zbora  31. listopada 1993. na gradskom trgu u Cetinju nastavio da se predstavlja kao mitropolit Antonije, mitropolit Teodosije 30.studenog 1993. obavijestio je SPC i  Carigradskog patrijarha da se “ostarjeli i zabludjeli arhimandrit Antonije Abramović lažno predstavlja kao pomoćni biskup Edmontona, iako nikada nije zaređen, te da je pokrenut kanonski postupak za njegovo isključenje iz Crkve.“Trajnu smjenu Antonija sa svih položaja u crkvi objavio je Sveti sinod Pravoslavne crkve u Americi na zasjedanju 1. svibnja 1994
Odbor za obnovu Crnogorske pravoslavne crkve pokušao je izvršiti hirotoniju (ređenje) Antonija Abramovića u čin episkopa (biskupa) od strane Makedonske pravoslavne crkve, koja je tada bila u raskolu sa Srpskom pravoslavnom crkvom i delovala kao nepriznata u pravoslavnom svetu. Ali je Makedonska pravoslavna crkva to odbila.
Antonije Abramović umro je u studenom 1996. godine. Sahranjen u Cetinju.